# Franca IDL
프랑카 인터페이스 정의 언어(Franca Interface Definition Language, Franca IDL)는 정형적으로 정의된(formally defined) 텍스트 기반의 인터페이스 정의 언어(IDL)이다. Franca IDL은 소프트웨어 인터페이스를 정의(definition)하고 변형(transformation)하는 Franca 프레임워크의 일부분이다. Franca는 모델 변형(Model transformation) 기술을 적용해서 다양한 IDL과 상호운용한다(예: D-Bus Introspection language, 아파치 스리프트 IDL, Fibex Services).

## 역사
Franca의 첫 버전은 제니비(GENIVI_Alliance)컨소시엄에 의해 2011년 개발된 공용 인터페이스 정의 언어(Common Interface Description Language)이며, 자동차 내장 인포테인먼트(In-vehicle_infotainment)플랫폼의 표준으로 사용된다. 2012년 3월 Eclipse_Public_License 1.0으로 처음 공개되었다.
Franca IDL은 2013년에 이클립스 (소프트웨어) 재단의 공식 프로젝트가 되었다.
Franca의 주 개발사는 독일의 Itemis사이다.

## 기능
Franca IDL은 다음과 같은 SW 인터페이스 스펙을 제공한다.
- 인터페이스 구성요소의 선언: 속성(attribute), 함수(methods), 전송(broadcasts)
- major/minor 버전 스킴(scheme)
- Finite-state machine(유한 상태 기계)에 기반한 동적 행위(dynamic behaviour)의 스펙을 정의함.(Protocol State Machines, 줄여서: PSM)
- specification of the dynamic behaviour of interfaces based on finite-state_machine (Protocol State Machines, short: PSM)
- 구조적인 커멘트(structured comments)를 통한 메타 정보의 저장 (e.g., 저자(author), 설명(description), links)
- 사용자 정의 데이터 타입(data type, 자료형) (i.e., 배열(array), 열거(enumeration), 구조체(structure), 공용체(union), map, 타입 별명 type alias)
- 인터페이스, 열거형, 구조체의 상속 (inheritance for interfaces, enumerations and structures)

## 구조
Franca는 text기반의 Interface이외에 HTML documentation generator도 제공한다. Franca IDL은 Eclipse (software) 플랫폼 기반으로 구현되어 있다. Xtext 프레임워크를 사용하여 Franca IDL을 정의한다.

## 같이 보기
- 모델 변형
- 자동 프로그래밍
- Eclipse (소프트웨어)
- Eclipse Modeling Framework
- Xtext